# Obština Belene
Obština Belene (bulharsky Община Белене) je bulharská jednotka územní samosprávy v Plevenské oblasti. Leží ve středním Bulharsku v Dolnodunajské nížině, podél Dunaje u hranic s Rumunskem. Sídlem obštiny je město Belene, kromě něj zahrnuje obština 5 vesnic. Žije zde necelých 9 tisíc stálých obyvatel.

## Sídla
- Belene[p 1] (sídlo správy)
- Bjala Voda[p 2]
- Dekov
- Kulina Voda
- Petokladenci
- Tatari

## Sousední obštiny
| Růžice kompasu |         |                |         | Růžice kompasu |
| Růžice kompasu | Nikopol | Sever          | Svištov | Růžice kompasu |
| Růžice kompasu | Nikopol | Obština Belene | Svištov | Růžice kompasu |
| Růžice kompasu | Nikopol | Jih            | Svištov | Růžice kompasu |
| Růžice kompasu | Levski  |                |         | Růžice kompasu |

## Obyvatelstvo
V obštině žije 8 437 obyvatel a je zde trvale hlášeno 8 894 obyvatel. Podle sčítání 7. září 2021 bylo národnostní složení následující:
- Bulhaři: 7 251 (96.5 %)
- Turci: 176 (2.3 %)
- Romové: 63 (0.8 %)
- ostatní: 26 (0.3 %)

V období 2011 až 2021 v obštině ubylo 2 416 obyvatel.